# Pénélope Leprévost
Pour les articles homonymes, voir Leprévost.
Pénélope Leprévost, née le 1er août 1980 à Rouen, est une cavalière française de saut d'obstacles, championne olympique par équipes aux Jeux olympiques de Rio avec Kevin Staut, Philippe Rozier et Roger-Yves Bost. Elle est également vice-championne du monde de sa discipline,grâce à deux médailles d'argent par équipes remportées aux Jeux équestres mondiaux de Lexington (États-Unis) en 2010 et de Caen (France) en 2014.
Elle atteint fin juillet 2016 la troisième place de la FEI Longines Ranking List, son plus haut rang international depuis ses débuts.

## Parcours sportif
Pénélope Leprévost est née le 1er août 1980 à Rouen. Elle n'est pas issue d'une famille de cavaliers et monte à poney pour la première fois à l'âge de 3 ans. Elle participe à ses premiers Championnats de France à Lamotte-Beuvron à 6 ans puis poursuit la compétition en épreuves amateur.
Après avoir passé un baccalauréat scientifique en 1998, Pénélope décide de ne pas intégrer l'école d'architecte où elle était  inscrite et se lance dans une carrière sportive. Elle devient alors professionnelle avec l'aide de son compagnon Guillaume Blin-Lebreton.
En 2006, elle est championne de France des cavalières avec Karatina. La même année, Pénélope et son mari Guillaume deviennent parents d'Eden.
En 2007, elle est à nouveau sacrée championne de France des cavalières, mais cette fois avec Ichem de Servole.
En 2008, elle participe à ses premières Coupe des Nations avec l'équipe de France et remporte celle de Zagreb. Elle commence à travailler avec Michel Robert, qui deviendra son mentor. Ses bons résultats lui permettent d'être sélectionnée pour les Championnats d'Europe de Windsor avec Jubilée d'Ouilly, mais elle est contrainte de laisser sa place à Olivier Guillon, sa jument s'étant blessée au paddock. Elle termine 4e du Grand Prix du CSI-4* de Chantilly la même année avec Topinambour.

En 2010, Pénélope remporte avec Kevin Staut, Olivier Guillon et Patrice Delaveau la médaille d'argent du saut d'obstacles par équipe aux Jeux équestres mondiaux à Lexington aux États-Unis, en selle sur Mylord Carthago. Elle participe donc à cette occasion à la qualification de l'équipe de France pour les Jeux olympiques de Londres. Elle intègre en fin d'année le Top Ten de la FEI Rolex Ranking List et se classe 5e de la finale Top Ten de Genève. Cette année est également marqué par son divorce avec Guillaume Blin-Lebreton. 

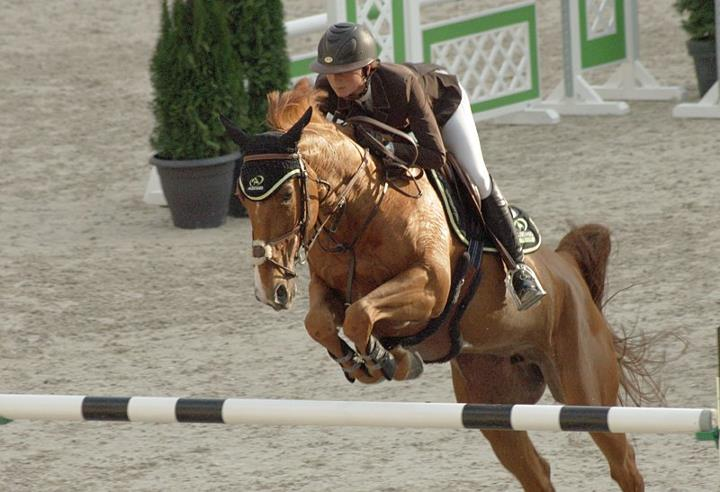
Pénélope Leprévost et Modena, lors de l'édition 2012 du Saut Hermès, à Paris.

En 2011, Pénélope multiplie les classements en CSI5*, avec notamment une 2e place dans le Grand Prix du CSIO-5* de La Baule et une 3e place dans le Global Champions Tour de Chantilly avec Mylord Carthago. En septembre, elle remporte la médaille d'argent par équipes (avec Olivier Guillon, Kevin Staut et Michel Robert) et termine 7e en individuel aux Championnats d'Europe de Madrid (Espagne) avec Mylord Carthago. En novembre, elle termine en tête du French Tour EADS.
Un mois plus tard, Pénélope remporte sa première victoire en Grand Prix 5* dans le Grand Prix Gucci des Gucci Masters de Paris, avec Mylord Carthago .
En 2012, Pénélope remporte notamment la deuxième place du Grand Prix Land Rover lors du Jumping international de Bordeaux avec Maestro de la Loge. Les écuries de Pénélope connaissent plusieurs changements, puisque Farfelu de Muze rejoint le cavalier irlandais Cian O'Connor, Maestro de la Loge rejoint Julien Épaillard et Sisley de la Tour Vidal est confié à Nicolas Delmotte, le piquet de chevaux de Pénélope étant trop important. De plus, Pénélope prépare Mylord Carthago en vue des Jeux Olympiques de Londres où elle connait l'échec, étant la première cavalière d'une équipe de France qui ne se qualifie pas pour la finale par équipes à Greenwich Park, à être également éliminée de l'épreuve individuelle.
Fin octobre 2012, Pénélope remporte son deuxième Grand Prix 5* : le Global Champions Tour de Vienne, avec Mylord Carthago. L'année 2013 est marquée par la belle progression de Nayana. Troisième lors du Grand Prix Coupe du monde de Bordeaux, la jument Selle français est devenue le cheval de tête de Pénélope après la blessure de Mylord Carthago. En septembre, après une bonne saison extérieure, Nayana et Pénélope prennent la troisième place du Grand Prix du CSIO-5* de Calgary. Le couple est qualifié pour la Finale de Coupe des nations à Barcelone, où l'équipe de France remporte la première place.
Lors des Jeux équestres mondiaux de 2014 en Normandie, Pénélope Leprévost remporte avec Simon Delestre, Kevin Staut et Patrice Delaveau la médaille d'argent du concours de saut d'obstacles par équipes.
Elle a également créé sa marque de vêtements et d'accessoires équestres. Elle est la compagne de Kevin Staut, l'ancien no 1 français de CSO.
Le 9 février 2018, Pénélope annonce la fin de sa collaboration avec le Haras de Clarbec propriétaire de tous ses chevaux de haut niveau dont Flora de Mariposa, sa jument olympique. Elle monte brièvement Gain Line de juillet à novembre 2018.
En août 2020, elle participe aux compétitions du Longines Deauville Classics, dont la mieux dotée est un CSI3*.

### Jeux olympiques de Rio
Lors des Jeux olympiques de Rio 2016, Pénélope Leprévost est éliminée du concours individuel de saut d'obstacles en tombant de sa jument Flora de Mariposa. Quelques jours plus tard, elle remporte avec l'équipe de France la médaille d'or par équipe, en compagnie de Kevin Staut, Roger-Yves Bost et Philippe Rozier,. Lors de la première manche de la compétition par équipe, elle aide sa formation en réalisant un sans-faute. Le lendemain, ses trois coéquipiers sont tour à tour sans-faute, et assurent la médaille d'or. Placée en quatrième cavalière, Pénélope Leprévost n'a pas besoin de monter Flora de Mariposa dans le tour final.

### Jeux olympiques de Tokyo
Lors des Jeux olympiques de Tokyo 2020, Pénélope Leprévost est éliminée en qualifications du concours individuel. En finale de la compétition par équipes où la France défend son titre, elle est placée en troisième cavalière après que ses deux coéquipiers Simon Delestre et Mathieu Billot ont effectué un sans-faute avec une seule pénalité de temps chacun, plaçant leur équipe en tête. Pour la rotation finale, tous les cavaliers qui s'élancent avant elle font tomber au moins une barre, ce qui place les médaillés d'or 2016 en très bonne posture. Mais après deux obstacles passés, elle demande un enchaînement trop rapide à son cheval Vancouver de Lanlore sur le 4e saut, ce qui entraîne un refus d'obstacle. Elle se relance, et sa monture fait un deuxième refus, ce qui l'élimine et repousse son équipe à la huitième place finale. D'après Amaia Cazenave pour Le Parisien, la cavalière a « totalement craqué » sur l'obstacle double.
Pénélope Leprevost s'explique sur cette contre-performance dans L'Équipe, disant qu'elle a sous-estimé l'effet de l'éclairage sur les chevaux et qu'elle aurait dû aborder les obstacles plus vite.

### Jeux olympiques de Paris
Pré-sélectionnée, Pénélope Leprévost renonce aux JO 2024 en raison d'une blessure au boulet de son cheval Bingo del Tondou nécessitant une opération et une convalescence.

## Palmarès
Ses principaux résultats en compétitions :
- 2005 : 3e place des Championnats de France des Cavalières avec Jalisca Solier
- 2006 : Championne de France des Cavalières avec Karatina
- 2007 : 
  - Championne de France des Cavalières avec Ichem de Servole
  - Vainqueur du Grand Prix du CSI3* de Saint-Lô avec Karatina
- 2008 : 
  - Vainqueur du Grand National de Saint-Lô avec Mylord Carthago*HN
  - Vainqueur de la Coupe des Nations du CSIO-4* Zagreb (Croatie) avec Jubilée d'Ouilly
- 2009 : 
  - 2e de la Queens Cup du CSI5*W de Malines (Belgique) avec Belle Dame
  - Vainqueur du Grand Prix du CSI4* de Marseille avec Myss Valette
  - Vainqueur de la puissance du CSI5*W de Londres (Grande-Bretagne) avec Johnny Boy II
  - Vainqueur de la Coupe des Nations d'Aix-la-Chapelle (Allemagne) avec Jubilée d'Ouilly
  - 2e de la Coupe des Nations de Rome (Italie) avec Jubilée d'Ouilly
- 2010 : 
  - Vainqueur du Grand Prix du CSI5*W de Londres (Grande-Bretagne) avec Myss ValettePénélope et Nayana, lors des Masters d'Equita'Lyon (novembre 2012).

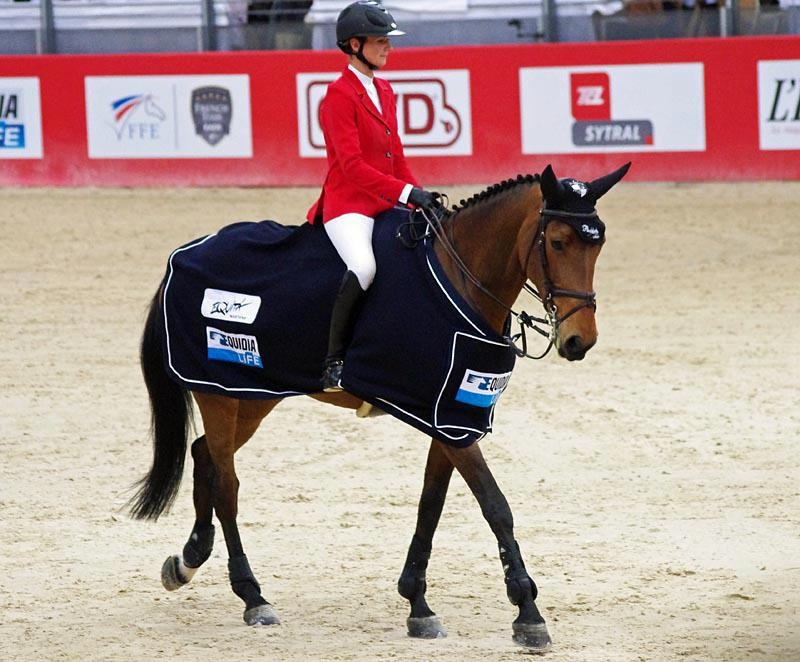
Pénélope et Nayana, lors des Masters d'Equita'Lyon (novembre 2012).

  - 2e du Gucci by Gucci Challenge des Gucci Masters de Paris avec Mylord Carthago*HN
  - Vainqueur de l'épreuve des Six Barres du CSI3* de Saint-Lô avec Sisley de la Tour Vidal
  - Vice-Championne du Monde par équipes aux JEM de Lexington (États-Unis) associé à Mylord Carthago*HN, avec Kevin Staut, Olivier Guillon, et Patrice Delaveau
  - Vainqueur du Grand Prix Sires of the World du Championnats du Monde des jeunes chevaux à Lanaken (Belgique) avec Oscar des Fontaines
  - 5e de la Finale Top Ten Rolex IJRC de Genève avec Mylord Carthago*HN
  - Vainqueur des Coupes des Nations des CSIO5* de La Baule et Saint-Gall avec Topinambour
  - Vainqueur de la Coupe des Nations du CSIO5* de Rome avec Mylord Carthago*HN
  - Vainqueur avec Kevin Staut (Kraque Boom) du Saut Hermès à Paris avec Mylord Carthago*HN
  - 3e du Grand Prix Coupe du monde de Leipzig (Allemagne) avec Mylord Carthago*HN
- 2011 :
  - 2e des Coupes des Nations des CSIO5* de Falsterbo (Suède) et d'Hickstead (Grande-Bretagne) avec Topinambour
  - 2e du Grand Prix du CSIO5* de La Baule avec Mylord Carthago*HN
  - 3e du Grand Prix du CSIO5* de Dublin (Irlande) avec Mylord Carthago*HN
  - Vice-championne d'Europe par équipes aux Championnats d'Europe de Madrid (Espagne) associé à Mylord Carthago*HN, avec Olivier Guillon, Kevin Staut et Michel Robert
  - Vainqueur du Trophée French Tour EADS
  - Vainqueur du Grand Prix Gucci des Gucci Masters de Paris avec Mylord Carthago*HN
- 2012 :
  - 2e du Grand Prix Land Rover du CSI5*W de Bordeaux avec Maestro de la Loge
  - Vainqueur du Prix French Tour EADS avec Oscar des Fontaines et du Prix Generali avec Nayana lors du Global Champions Tour de Cannes
  - Vainqueur de la Coupe des Nations du CSIO-5* d'Aix-la-Chapelle (Allemagne) avec Mylord Carthago*HN
  - 12e par équipe et 47e en individuel aux Jeux olympiques de Londres avec Mylord Carthago*HN
  - Vainqueur de la Coupe des Nations du CSIO-5* de Gijón (Espagne) avec Mylord Carthago*HN
  - 2e du Grand Prix du CSIO-5* de Gijón (Espagne) avec Mylord Carthago*HN
  - Vainqueur du Grand Prix du Global Champions Tour de Vienne (Autriche) avec Mylord Carthago*HN[22]
- 2013 :
  - Vainqueur du Prix Citroën avec Nice Stephanie lors du CSIW-5* de Leipzig
  - 3e du Grand Prix Coupe du monde du CSIW-5* de Bordeaux avec Nayana
  - Vainqueur du Saut Hermès au Grand Palais avec Nice Stephanie et associée à Marcus Ehning (Copin van de Broy)
  - Vainqueur du Prix du Conseil général de la Loire-Atlantique avec Nice Stephanie lors du CSIO-5* de La Baule
  - 3e de la Coupe des Nations du CSIO-5* de La Baule avec Topinambour
  - 2e de la Coupe des Nations du CSIO-5* d'Hickstead avec Nayana
  - 3e du Grand Prix du CSIO-5* de Calgary (Canada) avec Nayana
  - Vainqueur de la Finale de Coupe des nations de Barcelone avec Nayana
  - 4e du Grand Prix Coupe du Monde de Londres avec Nice Stéphanie
  - 3e de l'Olympia Grand Prix de Londres avec Flora de Mariposa
- 2014 :
  - Vainqueur du Saut Hermès au Grand Palais avec Nice Stephanie et associée à Marco Kutscher (Celestus)
  - 2e du Grand Prix du CSI-5* de Bois-le-Duc (Pays-Bas), avec Nice Stephanie
  - 2e  en saut d'obstacle par équipes aux Jeux Equestres Mondiaux en Normandie avec Flora de Mariposa
- 2015 :
  - 4e du CSI 5 étoiles W - Epreuve Grand Prix (1,60 m) à Zurich avec Flora de Mariposa
  - Vainqueur du CSI 5 étoiles W - Epreuve internationale (1,55 m) à Zurich avec Flora de Mariposa
  - 4e du Championnat d'Europe de saut d'obstacles à Aix-la-Chapelle avec Flora de Mariposa
  - 1re du Global Champions Tour de Cannes avec Ratina d'la Rousserie
  - 1re de l'étape coupe du monde de Oslo avec Flora de Mariposa
  - 1re de l'étape coupe du monde de Lyon avec Flora de Mariposa
- 2016 :
  - 1re du prix Land Rover de la ville de Bordeaux avec Nice Stephanie
  -  Médaille d'or du saut d'obstacles par équipes aux Jeux olympiques de Rio avec Flora de Mariposa
- 2017 : 
  - Vainqueur de la Coupe des Nations du CSIO5* de La Baule avec Flora de Mariposa
  - 2e du Grand Prix du CSI 5 étoiles du Paris Saut Hermes avec Vagabond de la Pomme[23]
  - 4e du Grand Prix du CSI 5 étoiles de Bordeaux avec Ratina d'la Rousserie[23]

## Ses chevaux
- Mylord Carthago : Étalon gris Selle français, né en 2000, par Carthago x Jalisco B, anciennement propriété des Haras Nationaux[24].
- Topinambour : Étalon alezan KWPN, né en 2000, par Heartbreaker x Veneur du Luc, propriété de Geneviève Megret.
- Nayana : Jument baie Selle français, née en 2001, par Royal Feu x Narcos II, propriété de Geneviève Megret[25].
- Nice Stéphanie : Jument baie Selle suédois, née en 2004, par Cardento x Ralmé Z, propriété de Genevière Megret[26].
- Flora de Mariposa : Jument alezane BWP, née en 2005, par For Pleasure, et décédée en 2020 propriété de Genevière Megret.
- Vagabond de la Pomme : Étalon bai Cheval de sport belge, né en 2005, par Vigo d'Arsouilles x For Pleasure, propriété de Genevière Megret.
- Dame Blanche Van Arenberg : Jument grise de race BWP, par Clinton x Codeco[27].
- Vancouver de Lanlore : étalon bai Selle français, né en 2009, par Toulon x Le Tot de Semilly.
- Vérité une Prince est une jument alezane Selle français, née en 2009, par Number One d'Iso Un Prince x Rosire.
- Texas, un hongre bai Selle suédois, né en 2011, par Tornesh x Robin I Z.
- GFE Excalibur de la Tour Vidal, étalon gris SBS, né en 2010, par Ugano Sitte x Ogano Sitte, propriété de Groupe France Élevage.
- GFE Candy de Nantuel, est un étalon Selle français, né en 2012, par Luidam x Diamant de Semilly, propriété de Groupe France Élevage.

## Distinctions
- Chevalière de la Légion d'honneur (le 1er décembre 2016[28])

## Polémique
En mars 2016, Pénélope Leprévost se retrouve au centre d'une controverse : à Göteborg en Suède, son cheval Vagabond de la Pomme ayant trébuché, une vidéo montre la correction infligée à l'animal. De nombreuses personnes commentent la vidéo, des articles de presse équestre internationale (suédoise et italienne entre autres) font part de l'étonnement qu'aucune action n'ait été entreprise. La fédération équestre internationale se saisit du dossier. Le 30 mars 2016, Pénélope Leprévost s'excuse publiquement sur les réseaux sociaux, regrettant d'avoir agi de manière excessive. Dans Equidia Life, elle parle d'une « tache dans sa carrière ».